# Перехідник

Рисунок 1. – Перехідники: а – перехідний або запобіжний; б – муфтовий; в – ніпельний

Перехідник — деталь, що з'єднує елементи конструкції, пристрою, установки тощо.
Перехідники перехідні призначені для переходу від різьби одного типу до різьби іншого типу, для з'єднання елементів установки різних діаметрів, для приєднання до установки (пристрою) різних інструментів. Перехідники муфтові і ніпельні призначені для з'єднання елементів установки ніпелями або муфтами.
Наприклад:
- У буровій техніці — перехідники з'єднують елементи бурильної колони з різьбами різних типів і розмірів, а також приєднують до бурильної колони інструменти. Перехідники призначені для з'єднання елементів бурильної колони з різьбами різних типів і розмірів, а також для приєднання до бурильної колони інструментів. Перехідники (крім штангових) поділяються на три типи: 1) перехідники перехідні або запобіжні (ПП); 2) перехідники муфтові (ПМ); 3) перехідники ніпельні (ПН)[2].